# Roma (tỉnh)
Tỉnh Roma (Tiếng Ý: Provincia di Roma), là một tỉnh cũ và vùng đô thị Roma ở vùng Lazio của Ý, diện tích 5.352 km², tổng dân số là 4.053.779 người (2007) và có 121 đô thị (comuni) (danh từ số ít tiếng Ý:comune), xem các đô thị tỉnh Roma. Tỉnh Roma tồn tại từ năm 1870 đến năm 2014. Ngày 1 tháng 1 năm 2015, nó bị thanh thế bằng Thành phố trung tâm Thủ đô Roma.
Các đô thị chính xếp theo dân số là:
| Đô thị              | Dân số    |
| ------------------- | --------- |
| Roma                | 2.714.932 |
| Guidonia Montecelio | 74.511    |
| Fiumicino           | 58.394    |
| Civitavecchia       | 50.985    |
| Tivoli              | 50.951    |
| Velletri            | 50.592    |
| Anzio               | 47.784    |
| Pomezia             | 47.465    |
| Nettuno             | 41.398    |
| Ciampino            | 37.933    |
| Marino              | 37.424    |
| Albano Laziale      | 36.778    |
| Monterotondo        | 36.647    |
| Ladispoli           | 35.323    |
| Ardea               | 34.625    |
| Cerveteri           | 32.456    |
| Fonte Nuova         | 24.950    |
| Genzano di Roma     | 22.607    |
| Colleferro          | 21.614    |
| Frascati            | 20.311    |
| Grottaferrata       | 19.849    |
| Mentana             | 18.623    |
| Palestrina          | 18.175    |
| Ariccia             | 18.062    |
| Anguillara Sabazia  | 16.624    |
| Santa Marinella     | 16.531    |
| Bracciano           | 15.785    |